# Rugby Australia
La Australian Rugby Union (ARU) es la asociación reguladora del rugby en Australia conformada por 8 uniones regionales.

## Reseña histórica
El ente fiscalizador del deporte en Australia antes de la creación de la ARU era la NSWRU (Unión de Rugby de Nueva Gales del Sur), esta unión era la encargada de la selección nacional y de su participación internacional en giras y torneos, también representaba al país ante la IRB, hoy (World Rugby).
En 1948, junto con New Zealand Rugby y la antecesora de la South African Rugby Union se afilian al órgano mundial International Rugby Board hoy World Rugby.
La unión fue fundada en 1949 como Australian Rugby Football Union, su primera reunión fue el 25 de noviembre de ese año con 11 delegados representando a las uniones de 6 estados, Nueva Gales del Sur, Queensland, Australia Meridional, Australia Occidental, Tasmania y Victoria. En 1972 se suma otra unión, la del Territorio de la Capital Australiana y en 1978 la del Territorio del Norte pasa a ser miembro asociado.
En 1996 junto a las homólogas de Nueva Zelanda y Sudáfrica funda la Sanzar, una asociación tripartita de las potencias del hemisferio sur que organiza un torneo anual de equipos (franquicias) y otro de selecciones.

## Actualidad
La ARU fiscaliza el National Rugby Championship, torneo masculino de clubes y otras competencias en categorías juveniles, infantiles, femeninas y en modalidad de rugby 7.
También representa a las selecciones en campeonatos regionales e internacionales, la de mayores es conocida como Wallabies, la femenina conocida como Wallaroos, Australia A que compite en torneos menores, los juveniles y los equipos masculino y femenino de seven.